# 白山まつり
白山まつり（はくさんまつり）とは、毎年7月に石川県白山市で開催される祭りである。
白山開山の祖泰澄上人を記念して行われるもので、合併前の旧尾口村と白峰村が、それぞれ実行委員会を組織して開催してきた。合併後も別々に行われている。

## 白峰の白山まつり
もともとは白山の開山法要が行われる7月18日に行っていたが、現在は参加者や観光客の便を考えて、法要前後の土・日曜日の2日間行っている。中央会場は白峰温泉総湯前。
古くから白峰では、泰澄上人の白山開山の日にあたる7月18日に、岩根神社（泰澄が創建したと伝わる）に村民が集い、民謡踊りや相撲を行う「十八講の節句」という祭りが行われていた。1962年（昭和37年）に白山が国立公園の指定を受けたことをきっかけに、「白山の表玄関」としての白峰をアピールすべく1965年（昭和40年）に始まったのが「白山まつり」である。このように観光目的で始まったイベントではあるが、後に行われるようになった冬の「雪だるま祭り」同様、地区を挙げての取り組みとなっている。
協賛行事として、牛首紬の展示即売会、白山本地堂の無料拝観、物産特売市などが行われる。

### 主な内容
- 白山大権現臼みこしお練り、もちつき

若者が担いで地区内を練り歩き、主な辻で停まっては餅をつき見物客にふるまう。
- 泰澄行列

泰澄の下山の様子を再現した行列。ほら貝を吹き鳴らす山伏の先導で、泰澄（開山時の年齢に合わせ36歳の年男が演じる）が、たいまつを持った弟子や農民らを従えて地区内を進む。前述「十八講の節句」の意義を伝える行事である。行列が中央会場に到着すると、いよいよ「かんこ踊りの夕べ」のスタートとなる。
- かんこ踊りの夕べ

かんこ踊りは「白山に登ったきり帰ってこない泰澄上人を村人たちが心配して迎えに行くと、上人が神々しい姿を現した。喜んだ村人達は踊って上人を出迎えた」という故事にちなむ民謡で、石川県指定無形民俗文化財に指定、国の選択無形民俗文化財に選択されている。「かんこ」とは、この時村人たちが焚いていた「蚊遣火（蚊を追い払うために焚く、ワラを筒状に束ねたもの）」の事であるとも、この踊りに使用される「鞨鼓（かっこ。肩から下げて使う太鼓の一種）のことであるとも言われている。
民謡保存会などによるステージ発表（「かんこ踊り」だけでなく、「おおつえくずし」「桑島なべぶた踊り」など白峰・桑島に伝わるたくさんの民謡踊りが披露される）に引き続き、住民総出の輪踊り、踊り流しへと続く。1日目のメインイベント。
なお、かんこ踊りの夕べに合わせて、金沢市･勝山市から無料送迎バスが出る。
- 金管バンドパレード

白峰小学校全校児童によるパレード。高学年が金管バンドを、1・2年生はフラワー（ポンポン）による踊りを担当する。当初は鼓笛隊編成であったが、手取川ダム建設のため廃校になった桑島小学校の楽器が白峰小に譲渡されたこと、1985年（昭和60年）に全国高校総体の登山競技開会式で演奏することになったことなどにより、金管バンド編成となったもの。近年の児童数減少に伴い規模も縮小化し、存続が危ぶまれている。
- 白山延命水拝戴山車曳き

当日朝汲まれた沢水を詰めた酒樽を山車に乗せ、住民総出で中央会場まで曳いて行くというもの。運ばれた水は白山本地仏に供えた後、皆にふるまわれる。1989年（平成元年）より始まった2日目のメインイベント。

### 日程
かつては1日目の昼から始まり2日目の昼過ぎまで行われていたが、プログラムが簡素化されつつある。以下に述べるのは2013年のプログラムである。
一日目　7月20日（土）
17:30　開会・鏡開き・もちつき
18:00　泰澄大行列　金管パレード～臼みこし～子どもみこし～泰澄行列
19:30　かんこ踊りの夕べ（踊り披露・踊り流し・輪踊り）
二日目　7月21日（日）
10:00　延命水山台曳き
12:30　延命水振舞
13:00　鶴来信用金庫軽音楽部クレインズ演奏
13:30　アトラクション（歌謡ショー）

## 尾口の白山まつり
現在は白峰の白山まつりの翌日（平日なら次の日曜日）の夜に行われている。中央会場は白山一里野温泉。
泰澄上人は一里野から白山へ登り開山したとされる故事にちなんでいる。
尾口伝承民謡による輪踊り、禅定太鼓が披露される。また、友好都市であった門前町の住民による七面鳥汁が振舞われる。